# 富岡東 (横浜市)
富岡東（とみおかひがし）は、神奈川県横浜市金沢区の町名。現行行政地名は富岡東一丁目から富岡東六丁目。住居表示実施済み区域。

## 地理
南北に細長く、最も北が一丁目、最も南が六丁目である。北は昭和町、鳥浜町と磯子区杉田、東は並木、南は長浜と堀口、西は京急本線を挟んで能見台通と富岡西に接する。二丁目の一部は埋立地で、南部市場関連の卸売企業などが進出している。富岡総合公園から旧海岸線沿いに緑地帯が柴町まで延び、緑地帯の途中の四丁目には富岡八幡宮、六丁目には神奈川県立金沢総合高等学校がある。六丁目の能見台駅近くの丘には神奈川県立循環器呼吸器病センターがある。
交通は京急本線の京急富岡駅のほか、六丁目の南側は能見台駅も近い。南北に国道16号が通り、同国道経由で磯子駅-追浜方面を結ぶ路線バスも利用できる。

### 面積
面積は以下の通りである。
| 丁目         | 面積（km²） |
| ------------ | ----------- |
| 富岡東一丁目 | 0.261       |
| 富岡東二丁目 | 0.563       |
| 富岡東三丁目 | 0.237       |
| 富岡東四丁目 | 0.198       |
| 富岡東五丁目 | 0.199       |
| 富岡東六丁目 | 0.370       |
| 計           | 1.828       |

### 地価
住宅地の地価は、2025年（令和7年）1月1日の公示地価によれば、富岡東1-13-8の地点で17万8000円/m²、富岡東6-26-10の地点で21万3000円/m²となっている。

## 歴史

### 沿革

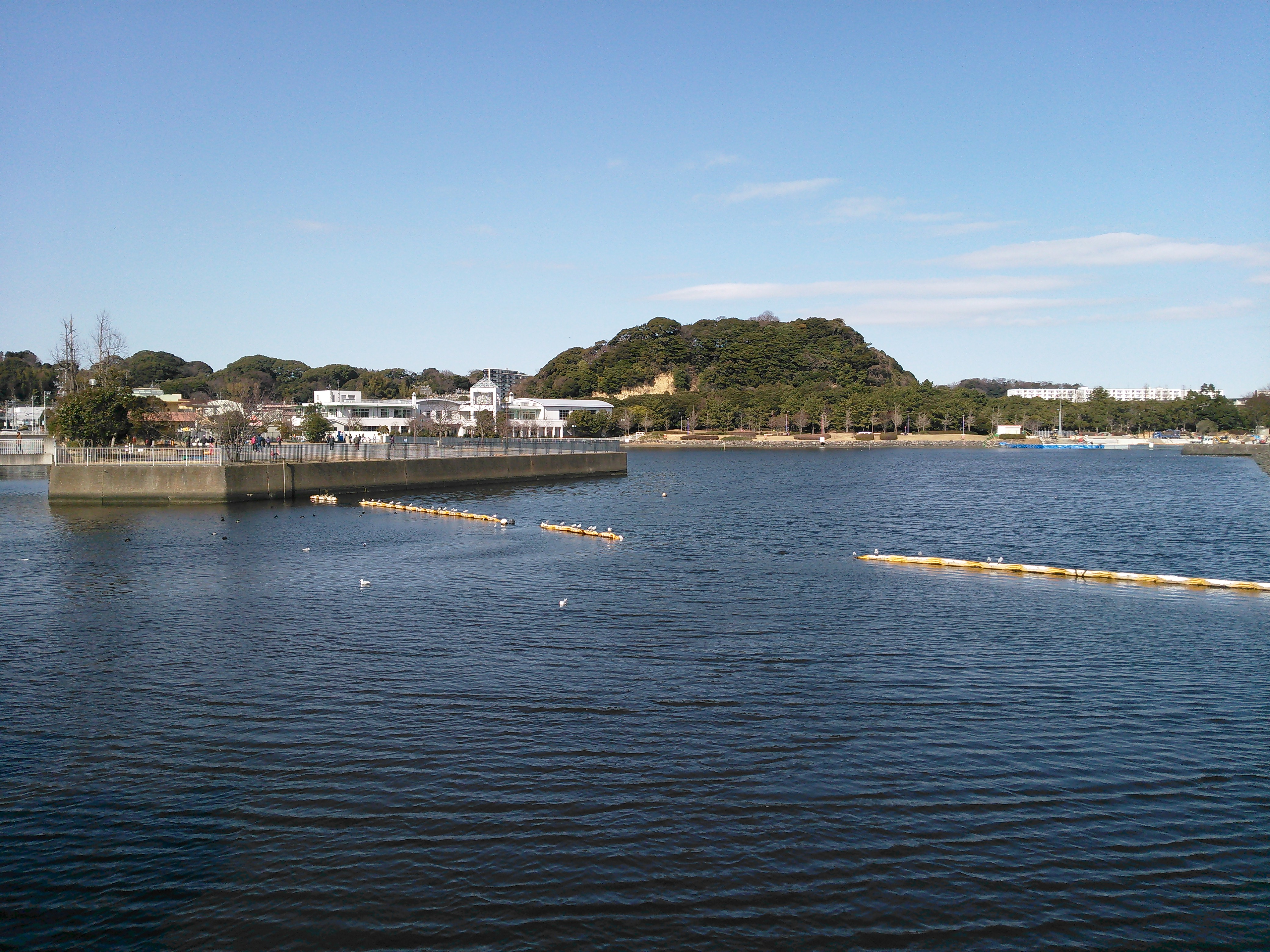
手前はふなだまり(旧富岡漁港)、後方は富岡八幡宮の丘

かつては久良岐郡金沢町の一部であった。かつては遠浅の海に面し、1877年（明治10年）頃にジェームス・カーティス・ヘボンが汐湯治（海水浴）を推奨するなどし、日本の海水浴場の先駆けの地となった。海水浴場は昭和30年代に埋立が始まるまで賑わった。漁場としても豊かで、打瀬網漁や海苔の養殖が行われた。1936年に横浜市磯子区に編入、磯子区富岡町の一部となる。
現在の富岡東にあたる地域は横須賀街道沿いにあり、富岡町の中心街であった。1936年、横浜海軍航空隊の飛行艇訓練基地が設けられ、終戦後は在日米軍に接収されて富岡倉庫地区となった。
1948年には金沢区が磯子区から分区。1954年、現在の六丁目に結核療養所の神奈川県立長浜療養所（現・神奈川県立循環器呼吸器病センター）が開設。1971年2月、富岡倉庫地区が返還。跡地は横浜市72%、神奈川県16%、国12%に分割され、1975年に富岡総合公園が開園した。金沢区富岡東部地区の住居表示の実施に伴い、1983年7月18日に富岡町の一部から富岡東一丁目〜六丁目が新設された。

### 町名の変遷
| 実施後       | 実施年月日                | 実施前（各町名ともその一部） |
| ------------ | ------------------------- | ---------------------------- |
| 富岡東一丁目 | 1983年（昭和58年）7月18日 | 富岡町の一部                 |
| 富岡東二丁目 | 1983年（昭和58年）7月18日 | 富岡町の一部                 |
| 富岡東三丁目 | 1983年（昭和58年）7月18日 | 富岡町の一部                 |
| 富岡東四丁目 | 1983年（昭和58年）7月18日 | 富岡町の一部                 |
| 富岡東五丁目 | 1983年（昭和58年）7月18日 | 富岡町の一部                 |
| 富岡東六丁目 | 1983年（昭和58年）7月18日 | 富岡町、長浜の各一部         |

## 世帯数と人口
2025年（令和7年）6月30日現在（横浜市発表）の世帯数と人口は以下の通りである。
| 丁目         | 世帯数    | 人口     |
| ------------ | --------- | -------- |
| 富岡東一丁目 | 1,974世帯 | 4,114人  |
| 富岡東二丁目 | 1,572世帯 | 3,366人  |
| 富岡東三丁目 | 985世帯   | 2,001人  |
| 富岡東四丁目 | 518世帯   | 1,033人  |
| 富岡東五丁目 | 880世帯   | 1,542人  |
| 富岡東六丁目 | 1,438世帯 | 2,461人  |
| 計           | 7,367世帯 | 14,517人 |

### 人口の変遷
国勢調査による人口の推移。
| 年                 | 人口   |
| ------------------ | ------ |
| 1995年（平成7年）  | 13,525 |
| 2000年（平成12年） | 13,433 |
| 2005年（平成17年） | 13,660 |
| 2010年（平成22年） | 14,498 |
| 2015年（平成27年） | 14,609 |
| 2020年（令和2年）  | 14,983 |

### 世帯数の変遷
国勢調査による世帯数の推移。
| 年                 | 世帯数 |
| ------------------ | ------ |
| 1995年（平成7年）  | 5,150  |
| 2000年（平成12年） | 5,381  |
| 2005年（平成17年） | 5,603  |
| 2010年（平成22年） | 6,194  |
| 2015年（平成27年） | 6,333  |
| 2020年（令和2年）  | 6,673  |

## 学区
市立小・中学校に通う場合、学区は以下の通りとなる（2024年11月時点）。
| 丁目         | 番地                                              | 小学校                 | 中学校               |
| ------------ | ------------------------------------------------- | ---------------------- | -------------------- |
| 富岡東一丁目 | 1番〜28番17号、29番 32番10〜18号、33番            | 横浜市立梅林小学校     | 横浜市立小田中学校   |
| 富岡東一丁目 | 28番18〜31号 30番〜32番9号 32番19〜23号、34〜53番 | 横浜市立小田小学校     | 横浜市立小田中学校   |
| 富岡東二丁目 | 1〜8番                                            | 横浜市立並木第一小学校 | 横浜市立富岡東中学校 |
| 富岡東二丁目 | 9番                                               | 横浜市立富岡小学校     | 横浜市立富岡東中学校 |
| 富岡東三丁目 | 10番〜13番44号 14〜24番                           | 横浜市立富岡小学校     | 横浜市立富岡東中学校 |
| 富岡東三丁目 | 1〜9番、13番45〜53号                              | 横浜市立小田小学校     | 横浜市立小田中学校   |
| 富岡東四丁目 | 全域                                              | 横浜市立富岡小学校     | 横浜市立富岡東中学校 |
| 富岡東五丁目 | 全域                                              | 横浜市立富岡小学校     | 横浜市立富岡東中学校 |
| 富岡東六丁目 | 全域                                              | 横浜市立富岡小学校     | 横浜市立富岡東中学校 |

## 事業所
2021年（令和3年）現在の経済センサス調査による事業所数と従業員数は以下の通りである。
| 丁目         | 事業所数  | 従業員数 |
| ------------ | --------- | -------- |
| 富岡東一丁目 | 48事業所  | 339人    |
| 富岡東二丁目 | 70事業所  | 1,302人  |
| 富岡東三丁目 | 29事業所  | 280人    |
| 富岡東四丁目 | 35事業所  | 351人    |
| 富岡東五丁目 | 107事業所 | 540人    |
| 富岡東六丁目 | 53事業所  | 1,037人  |
| 計           | 342事業所 | 3,849人  |

### 事業者数の変遷
経済センサスによる事業所数の推移。
| 年                 | 事業者数 |
| ------------------ | -------- |
| 2016年（平成28年） | 272      |
| 2021年（令和3年）  | 342      |

### 従業員数の変遷
経済センサスによる従業員数の推移。
| 年                 | 従業員数 |
| ------------------ | -------- |
| 2016年（平成28年） | 2,984    |
| 2021年（令和3年）  | 3,849    |

## 施設
- 神奈川県立循環器呼吸器病センター
- 神奈川県警察第一機動隊
- 神奈川県警察音楽センター
- 富岡総合公園
- 神奈川県立金沢総合高等学校
- 神奈川県立金沢支援学校
- 富岡八幡宮
- 慶珊寺
- 旧川合玉堂別邸（二松庵）庭園：日本画家の川合玉堂の別邸跡地。横浜市指定の名勝[20]

## その他

### 日本郵便
- 郵便番号 : 236-0051[3]（集配局：横浜金沢郵便局[21]）

### 警察
町内の警察の管轄区域は以下の通りである。
| 丁目         | 番・番地等 | 警察署     | 交番・駐在所 |
| ------------ | ---------- | ---------- | ------------ |
| 富岡東一丁目 | 全域       | 金沢警察署 | 富岡交番     |
| 富岡東二丁目 | 全域       | 金沢警察署 | 富岡交番     |
| 富岡東三丁目 | 全域       | 金沢警察署 | 富岡交番     |
| 富岡東四丁目 | 全域       | 金沢警察署 | 富岡交番     |
| 富岡東五丁目 | 全域       | 金沢警察署 | 富岡交番     |
| 富岡東六丁目 | 全域       | 金沢警察署 | 富岡交番     |

## 交通
町内では京浜急行バスや横浜市営バスがバスを運行している。
町内に駅はないが、徒歩圏内に、シーサイドラインの南部市場駅や、京急の京急富岡駅がある。

### バス路線

#### 京浜急行バス
- 4系統(磯子駅-杉田・八景-追浜) [23]
- 110系統(杉田平和町-磯子駅前-浦舟町-横浜駅)

#### 横浜市営バス・横浜交通開発
- 61系統(磯子駅前-新杉田駅前-杉田平和町-入国管理局前) [23]
- 85系統(磯子駅-東京ガス前-水再生センター前)
- 94系統(富岡線)(富岡バスターミナル-金沢文庫-金沢区総合庁舎前)
- 117系統(新杉田駅前-南部市場前-三菱金沢工場)
- 215系統(大谷団地循環)(新杉田駅↔︎大谷団地)
- 294系統(なぎさ団地循環) (新杉田駅-なぎさ団地前-並木中央-富岡バスターミナル)